# (399) Persephone
(399) Persephone ist ein Asteroid des äußeren Hauptgürtels, der am 23. Februar 1895 vom deutschen Astronomen Max Wolf an seiner Privatsternwarte in Heidelberg bei einer Helligkeit von 12,5 mag entdeckt wurde.
Der Asteroid ist benannt nach Persephone, der Tochter von Zeus und Demeter, die Frau Plutons und Königin des Hades. Pluton entführte sie, als sie in der Ebene von Enna auf Sizilien Blumen pflückte. Demeter suchte sie überall und drohte mit der Vernichtung der gesamten Menschheit, indem sie der Erde die Fruchtbarkeit entzog, sollte sie sie nicht finden. Zeus versprach, Persephone ihrer Mutter zurückzugeben, sofern sie in der Unterwelt nichts gegessen hatte. Da sie jedoch Granatapfelkerne gegessen hatte, musste sie jedes Jahr sechs Monate bei Pluton verbringen, durfte aber sechs Monate zu ihrer Mutter zurückkehren. In der römischen Mythologie entspricht ihr Proserpina, die bereits beim Asteroiden (26) Proserpina als Namensgeberin berücksichtigt wurde. Die Benennung erfolgte 1901 durch den Berliner Astronomen Adolf Berberich (1861–1920).

## Wissenschaftliche Auswertung
Aus Ergebnissen der IRAS Minor Planet Survey (IMPS) wurden 1992 erstmals Angaben zu Durchmesser und Albedo für zahlreiche Asteroiden abgeleitet, darunter auch (399) Persephone, für die damals Werte von 49,1 km bzw. 0,18 erhalten wurden. Eine Auswertung von Beobachtungen durch das Projekt NEOWISE im nahen Infrarot führte 2012 zu vorläufigen Werten für den Durchmesser und die Albedo im sichtbaren Bereich von 39,6 km bzw. 0,31.
Photometrische Messungen des Asteroiden fanden erstmals statt vom 16. März bis 7. April 2002 während sechs Nächten am Mt. Tarana Observatory in New South Wales, Australien. Aus der aufgezeichneten Lichtkurve wurde eine Rotationsperiode von 9,136 h bestimmt.
Eine Auswertung von archivierten Lichtkurven des United States Naval Observatory (USNO) in Arizona und der Siding Spring Survey ermöglichte 2011 erstmals die Berechnung eines dreidimensionalen Gestaltmodells des Asteroiden für eine Rotationsachse mit prograder Rotation und einer Periode von 9,14639 h.
Mit dem Weltraumteleskop Transiting Exoplanet Survey Satellite (TESS) konnten während dessen Durchmusterung des Südhimmels 2018 bis 2019 auch Objekte des Sonnensystems beobachtet werden. Dabei wurden auch die Lichtkurven von fast 10.000 Asteroiden aufgezeichnet. Für (399) Persephone wurde aus Messungen etwa vom 27. Juni bis 7. Juli 2019 eine Rotationsperiode von 9,15796 h erhalten.
Zwischen 2012 und 2018 wurden mit der All-Sky Automated Survey for Supernovae (ASAS-SN) auch photometrische Daten von 20.000 Asteroiden aufgezeichnet. Auf mehr als 5000 davon konnte erfolgreich die Methode der konvexen Inversion angewendet werden, darunter auch (399) Persephone, für die in einer Untersuchung von 2021 ein verbessertes dreidimensionales Gestaltmodell für eine Rotationsachse mit prograder Rotation und einer Periode von 9,1464 h berechnet wurde. Aus archivierten Daten des Asteroid Terrestrial-impact Last Alert System (ATLAS) aus dem Zeitraum 2015 bis 2018 wurde in einer Untersuchung von 2022 mit der Methode der konvexen Inversion eine Rotationsperiode von 9,1465 h berechnet.
Im Jahr 2023 wurde aus photometrischen Messungen von Gaia DR3 erneut ein dreidimensionales Gestaltmodell des Asteroiden für eine Rotationsachse mit prograder Rotation und einer Periode von 9,1464 h berechnet.